# 泉州公交6路
泉州公交6路是泉州市境内的一条公共交通线路，全程15.9公里。起讫点为院前公交站至九日山，运营时间为院前公交站：6:15-21:00；九日山：6:40-22:00
该线为大泉州范围内开通的第三条城市公交线路。

## 历史
- 1963年1月15日，泉州运输站发布开通3路的通告。3路由南门始发，停靠侨光、涂山街口、钟楼、西塔前、西门、糖厂、潘山、招集（现糖房站）至丰州站终到。[1]
- 1963年1月25日，原泉州市公交公司（公交集团前身）开通3路。初期运行区间为南门-丰州，初期运行时间为南门6:55-16:35、丰州7:30-17:00。[2]初期使用车辆为1部单机大客车，全程票价0.3元/人。[3]
- 1966年夏，因文革爆发，3路无法穿越南北分区界线，故停运。
- 1971年5月，3路重新开通。运营区间调整为体育场至丰州糖房，取消途经南门、中山路，改为途径西街、泉永路。
- 1978年，因泉州公交启动路号编撰，原3路更名为2路。
- 1979年，2路自丰州糖房沿泉永公路延伸至洪濑始发终到。
- 1980年，2路再次沿泉永公路延伸至诗山始发终到。
- 1988年，因诗山地区无其它线路转乘接驳，客流不足，2路停运。
- 1993年4月1日，泉州公交开通丰州线公共小巴。[4]
- 1994年4月1日，泉州公交将丰州线小巴更名为6路[5]。运行区间变更为旧车站-丰州。初期运行时间为冬季6:30-17:34、夏季6:08-17:55[6]。[7]使用车辆则因缺乏资料而不详
- 1999年4月1日，6路取消途经西郊新村，改为途经新华小区、北峰工业区至丰州始发终到[8]
- 1999年10月1日，6路更换为15部华夏AC6750Q型非空客车
- 1999年11月1日，6路取消途经九一街、中山路、西街，改为途经涂门街、新华北路、北清西路至丰州[9]
- 2000年1月12日，6路自温陵公交站经由温陵路、宝洲街延伸至丰泽客运站始发终到[10]
- 2005年7月18日，6路更换为15部亚星JS6800HD2型柴油空调公交车[11][12]
- 2006年9月28日，因天后路道路翻修施工的需要，6路取消途经东鲁路、天后路、义全街，改为途经涂门街、温陵路至中医院站后原线行驶[13]
- 2006年12月24日，天后路道路翻修完成，6路恢复途经东鲁路、天后路，取消途经涂门街、温陵路[14]
- 2007年3月27日，6路自该日起自丰泽客运站经由坪山路、坪山路、津淮街、云鹿路、通港西街延伸至真武庙始发终到，其它不变。[15]
- 2007年8月29日，6路一部运营车辆在途经义全街时，发动机突发自燃，所幸疏散即时，无人员伤亡
- 2007年9月11日，因优化调整，6路自该日起取消途径真武庙、通港西街。改为至云山公交站始发终到[16]
- 2007年12月10日，因泉州大桥北桥头实行单向循环，6路往丰州方向改为途经田安南路、泉秀街至义全街后原线行驶[17]
- 2008年1月1日，6路更换为15部大金龙XMQ6891G1型柴油空调公交车
- 2008年3月1日，6路自丰州沿S307至九日山始发终到[18]
- 2009年8月1日，6路取消途经云山公交站、津淮街，改为至麦德龙始发终到[19]
- 2009年10月1日，6路开通夜班服务，末班时间延长至21:30发车[20]
- 2010年6月1日，6路启用无人售票制度，票价不变[21]。同时，为给3路及18（现K306路）扩充运能，划拨6路5部XMQ6891G1至18路更换车型
- 2010年10月，18路更换为FZ6106UF63之后，划拨车辆归还6路，6路配车数恢复为15部
- 2010年11月，6路全线车辆拆除原配三方牌报站器及电显，改为安装蓝斯牌调度终端及汉显
- 2014年11月，6路接手并增加自45路退下的3部XMQ6891G1型柴油空调公交车
- 2015年4月，二分公司（后更名为东海公司）抽调6路2部XMQ6891G1至14路
- 2015年10月，应60路开通需要，抽调6路1部XMQ6891G1加入60路运营
- 2015年11月1日，因麦德龙收回场地，6路取消途经泉秀街、云鹿路、麦德龙，改为途经坪山路、妙云街至院前公交站始发终到[22]
- 2015年12月10日，6路更换为15部金旅XML6105JHEV85CN型LNG插电式混合动力空调公交车
- 2016年11月28日，应市政府要求，6路与30路互换车辆，6路接手并更换自30路退下的15部大金龙XMQ6106G型柴油空调公交车
- 2017年10月，6路增加自39路退下的1部亚星JS6906GHA型柴油空调公交车，用以耗尽里程数
- 2017年6月30日，6路票价由分段计价¥2.0降为一票制¥1.0[23][24]
- 2017年12月17日，6路接手并更换自K1路退下的16部福达FZ6106UF63型柴油空调公交车。原有15部大金龙XMQ6106G和1部亚星JS6906GHA退役。
- 2018年2月8日，为配合古城提升改造及“电动福建”的需要，6路自该日起，取消途径义全街、东鲁路。改为途径温陵路至涂门街后原线行驶[25]
- 2018年5月25日，6路更换为自8路等线路退下的18部中车时代TEG6820BEV01型空调电动巴士。
- 2018年12月，为给39路、60路扩充运能，抽调6路4部TEG6820BEV01至上述线路，6路配车数减少至14部
- 2019年11月1日，6路延长末班发车时间。院前公交站、九日山末班分别由20:30、21:30延迟至21:00、22:00发车。[26]
- 2020年10月，6路接收并增加自39路等线路划拨而来的6部TEG6820BEV01，配车数增加至20部。
- 2021年3月18日，因环湾公司线路运能扩充需要。东海公司划拨6路4部TEG6820BEV01至202路，6路配车数降为16部。[27]
- 2021年9月15日，应南安市交通运输局《关于全市客运班线和公交线路暂停运营的通告》的要求。6路自当日18:00起暂停运营至10月5日。[28]
- 2021年10月6日，6路自该日起恢复运营。[29]
- 2022年3月15日，因疫情防控工作需要，6路自该日起暂停运营至4月18日。[30]
- 2022年4月19日，6路恢复运营。[31]
- 2024年7月5日，因新门-涂门街污水干管建设工程施工。6路自该日起往院前公交站方向临时取消途径涂门街。改为途径壕沟墘、庄府巷、打锡街、九一街、温陵北路至海关大楼站后原线行驶，并单向增停鲤城区政府、九一街、温陵路中段等站，其它不变。[32]
- 2024年11月1日，6路接手并更换自旅游3（原30路）退下的1部XML6855JEVW0C，原配1部TEG6820BEV01退役
- 2024年12月17日，6路接手并更换自3路、K902路等退下的6部XML6855JEVW0C，K603路退下的4部XMQ6802AGBEVL2。原配15部TEG6820BEV01退役，配车数降为11部。
- 2025年1月4日，6路全线更换为11部福田BJ6851EVCA-30型空调电动巴士，原配7部XML6855JEVW0C、4部XMQ6802AGBEVL2停备。
- 2025年1月6日，6路恢复途径涂门街。取消途径壕沟墘、庄府巷、打锡街、九一街、温陵北路。[33]
- 2025年5月16日，因K501路车辆更换需要。6路接手并更换自K501路置换而来的12部金旅XML6855JEVW0C，原配11部BJ6851EVCA-30转入K501路，配车数由11部增加至12部。

## 站点
| 路线 | 路线 | 路线 | 所在地区、街道 | 所在地区、街道   | 站点名           | 备注                        |
| ---- | ---- | ---- | -------------- | ---------------- | ---------------- | --------------------------- |
|      |      |      | 丰泽区         | 妙灵街           | 院前公交站       | 起讫站                      |
|      |      |      | 丰泽区         | 坪山路           | 妙云街口         | 原名 丰泽区行政服务中心     |
|      |      |      | 丰泽区         | 坪山路           | 客运中心站东门   |                             |
|      |      |      | 丰泽区         | 坪山路           | 坪山路南段       |                             |
|      |      |      | 丰泽区         | 坪山路           | 宝洲街口         | 原名 丰泽客运站             |
|      |      |      | 丰泽区         | 宝洲街           | 雅园路口         | 原名 行政执法局             |
|      |      |      | 丰泽区         | 宝洲街           | 宝洲街中段       |                             |
|      |      |      | 丰泽区         | 宝洲街           | 浦西村口         |                             |
|      |      |      | 丰泽区         | 宝洲街           | 东南医院         |                             |
|      |      |      | 丰泽区         | 宝洲街           | 宝洲街西段       | 原名 宏昌宾馆               |
|      |      |      | 鲤城区         | 温陵南路         | 温陵路南段       | 原名 中医院、泉州汽车站西门 |
|      |      |      | 鲤城区         | 温陵南路         | 海关大楼         |                             |
|      |      |      | 鲤城区         | 涂门街           | 棋盘园           | 原名 海信                   |
|      |      |      | 鲤城区         | 涂门街           | 关帝庙           | 清净寺                      |
|      |      |      | 鲤城区         | 涂门街           | 府文庙           |                             |
|      |      |      | 鲤城区         | 新门街           | 新门街头         |                             |
|      |      |      | 鲤城区         | 新门街           | 新门菜市         |                             |
|      |      |      | 鲤城区         | 新华北路         | 省五建           |                             |
|      |      |      | 鲤城区         | 新华北路         | 开元寺西门       |                             |
|      |      |      | 鲤城区         | 新华北路         | 培元中学         |                             |
|      |      |      | 丰泽区         | 新华北路         | 西湖小区         |                             |
|      |      |      | 丰泽区         | 新华北路         | 新华小区         |                             |
|      |      |      | 丰泽区         | 新华北路         | 建南花园         |                             |
|      |      |      | 丰泽区         | 新华北路         | 邮电公寓         |                             |
|      |      |      | 丰泽区         | 新华北路         | 西湖公园         |                             |
|      |      |      | 丰泽区         | 北清西路         | 坑尾路口         |                             |
|      |      |      | 丰泽区         | 北清西路         | 北峰工业区       |                             |
|      |      |      | 丰泽区         | 北清西路         | 北清西路         | 原名 森利发                 |
|      |      |      | 丰泽区         | 北清西路         | 丰泽实小潘山校区 | 原名 糖厂                   |
|      |      |      | 丰泽区         | 北清西路         | 招贤社区         | 原名 潘山市场               |
|      |      |      | 丰泽区         | 北清西路         | 见龙亭小区南门   | 原名 杏后路口               |
|      |      |      | 丰泽区         | 北清西路         | 糖房中路         |                             |
|      |      |      | 丰泽区         | 北清西路         | 糖房             |                             |
|      |      |      | 南安市         | 丰州路 S215/S307 | 丰州             |                             |
|      |      |      | 南安市         | 丰州路 S215/S307 | 顶堡村           |                             |
|      |      |      | 南安市         | 丰州路 S215/S307 | 侨中路路口       | 原名 丰州镇政府             |
|      |      |      | 南安市         | 丰州路 S215/S307 | 中南酒店         |                             |
|      |      |      | 南安市         | 丰州路 S215/S307 | 九日山           | 起讫站                      |

## 票价
6路计价方式为一票制，全程票价¥1.0。其中：
- 泉通卡普通卡9折，月票卡乘坐需刷1次。敬老卡、爱心卡有效
- 可使用泉城通APP及支付宝、云闪付、微信乘车码支付

## 配车
6路配车数总计12部，其中：
- 金旅XML6855JEVW0C  12部

- 大金龙XMQ6891G1
（2007.12 - 2015.12）
- 金旅XML6105JHEV85CN
（2015.12 - 2016.11）
- 大金龙XMQ6106G
（2016.11 - 2017.12）
- 亚星JS6906GHA
（2017.10 - 2017.12）
- 福达FZ6106UF63
（2017.12 - 2018.5）
- 中车时代TEG6820BEV01
（2018.5 - 2024.12）
- 大金龙XMQ6802AGBEVL2
（2024.12 - 2025.1）
- 金旅XML6855JEVW0C
（2024.11 - 2025.1 / 2025.5 - ）
- 福田BJ6851EVCA-30
（2025.1 - 2025.5）

## 相关
- 泉州公交线路列表